# Luna Mijović
Luna Zimic Mijović (Sarajevo, 2 de diciembre de 1991) es una actriz bosnia.

## Vida
Luna Mijović nació en Sarajevo y vivió gran parte de su infancia en Eslovenia y Rusia. Su madre, Amra Zimić, es periodista.
Su primer papel en una película lo protagonizó con tan solo 13 años. En un casting, recibió el papel de Sara en la película Grbavica, de 2006, ganadora del Goldenen Bären (Oso de Oro). Más tarde, protagonizaría otras películas. Una de las más destacadas fue para la televisión, llamada Dreileben – Etwas besseres als den Tod protagonizando a  Ana, la amante del protagonista. Para este papel, ella sería elogiada por gran parte de la crítica, catalogándola de 'maravillosa'.
En la actualidad, estudia dirección en la Academia de Cine de Sarajevo.